# Nuit de chien
Nuit de chien è un film del 2008 diretto da Werner Schroeter, tratto dal romanzo Para esta noche del 1942, dello scrittore uruguayano Juan Carlos Onetti.

## Trama
Il colonnello Luis Ossorio Vignale, eroe della resistenza, arriva in treno nella città immaginaria di Santa Maria, assediata dai ribelli del generale Fraga, per salvare la donna di cui è innamorato, Clara Baldi. Quando Ossorio si reca a casa di Clara scopre che la donna si è allontanata poco tempo prima. Si mette alla sua ricerca e tenta di procurarsi due biglietti per salire sulla nave che li porterà in salvo.
In un night club della città incontra il vecchio compagno Martins, a capo dell'esercito che cerca di resistere all'assedio dei ribelli, e assiste ad una retata da parte della polizia segreta comandata dallo spietato e sanguinario Morasan. Gli abitanti della città ormai sono terrorizzati e ognuno bada solo a salvare la propria pelle. Nessuno si fida più di nessuno e la violenza regna sovrana.
Juan, il cameriere gay del night club, tenta di eliminare Morasan, ma Villar, il suo assistente, riesce a sparargli prima. Rosaria, una prostituta del night club, viene torturata per scoprire con chi doveva incontrarsi un suo cliente trovato morto. Irène, l'amante dell'ex capo del governo Barcala, viene frustata dagli uomini di Morasan per ottenere informazioni sul suo nascondiglio. Risso, la proprietaria del night club, rivela il nascondiglio ma viene barbaramente uccisa da Morasan.
Martins, che non sa dove possa essere scappata Clara, accompagna Ossorio al nascondiglio di Barcala. Gli chiede di intrattenere una conversazione con lui e poi sparargli a tradimento. Ma poco dopo la sua entrata nel palazzo, Ossorio viene disarmato da Barcala. Durante la loro conversazione viene fuori che anche Barcala non sa nulla di Clara, ma gli regala due biglietti per la nave. Braccato dagli uomini di Morasan e di Martins, Barcala, che ha riempito il suo rifugio di esplosivo, decide di farsi saltare in aria.
Ossorio si reca alla pensione di Doña Inês, dove gli viene affidata la giovane Victoria, figlia di Barcala. La porta con sé in casa di Maria, una sua vecchia amica, la quale gli confida che Clara potrebbe essere con Granowsky, un ministro del governo. Ma anche Granowsky, che sta prendendo accordi con il capo dei ribelli, il Generale Fraga, per mantenere il suo posto al potere, non sa dirgli nulla su Clara.
Ossorio viene a sapere che Morasan si è suicidato con tutta la sua famiglia e che Martins si sta allontanando dalla città con le sue truppe. La resa è imminente e Ossorio, che ha rinunciato a cercare Clara, vuole imbarcarsi sulla nave con Victoria. Quando stanno per raggiungere la salvezza, Villar, che è rimasto solo a comandare in città, spara ad entrambi con il fucile.